# Guillaume Bianchi
Guillaume Bianchi, född 30 juli 1997 i Rom, är en italiensk fäktare.
Vid OS 2024 ingick Bianchi i det italienska laget som tog silver i florett.